# 2-甲基-3-戊酮
2-甲基-3-戊酮是一种脂肪族酮，常用作有机化学中的试剂和溶剂。
其全氟化合物称为Novec 1230，用于气体灭火。